# 吳毓麟

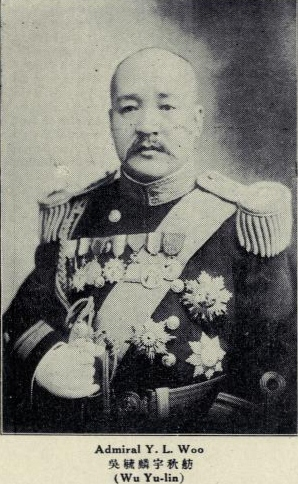

吳毓麟（1871年—1944年）字秋舫。直隷省天津府天津县人，清末民初政治家、海軍中將。

## 生平
1886年（光緒12年），他入天津海軍学堂，6年後毕業。此後，他历任海軍教練处教習、天津海軍学堂教習。1894年（光緒20年），他就职于陆军部海軍处。翌年起，他历任地方官僚、直隷路矿总办、郵传部官僚。1908年（光緒34年），他回到海軍处任視察。辛亥革命爆发後，他随唐紹儀参加南北议和，任代表团顧問。
中華民国成立後的1913年（民国2年），他任大沽海軍造船所所長，获授海軍少将銜。翌年，他兼任直隷海巡及全省水陸警察事宜。1915年（民国4年），他转任北京政府的導准事務局局長、直隷改良河工籌備处处長。2年後，他被任命为北洋铁工廠廠長。
1918年（民国6年），他任川粤湘贛四省经略使（後改直魯豫巡閲使）曹锟的諮議。1921年（民国10年）7月，他任京兆河工局局長，11月获授海軍中将銜。翌年6月，他任津浦铁路管理局局長兼津浦铁路督办。同年9月，他署魯案善後督办，参与收回膠澳铁路。
1923年（民国12年）1月，他在王正廷臨時内閣署理交通总長。同月，他在張紹曾内閣正式任交通总長。1924年（民国13年）10月，第二次直奉战争直系敗北，吴毓麟下野。以後他寓居天津。1930年代他从事各种实业活动。
1944年（民国33年），吴毓麟逝世。享年74岁。